# 8886 Elaeagnus
8886 Elaeagnus è un asteroide della fascia principale. Scoperto nel 1994, presenta un'orbita caratterizzata da un semiasse maggiore pari a 2,2453652 UA e da un'eccentricità di 0,1981911, inclinata di 6,17412° rispetto all'eclittica.